# Ґ
Ґ (gemen: ґ) är en bokstav i det kyrilliska alfabetet som används i ukrainska, belarusiska och rusinska. Bokstaven härstammar från det grekiska alfabetets gamma (Γ, γ). Den uttalas som g. Vid transkribering av ukrainska, belarrusiska och rusinska dialekter använder man bokstaven g i svensk text och [g] i IPA. Vid translitteration till latinska bokstäver enligt ISO 9 motsvaras bokstaven också av g.
Bokstaven fyller ungefär samma funktion som bokstaven Γ gör i språk som bland annat ryska, då eftersom bokstaven Γ representerar ett h-ljud istället för ett g-ljud i ukrainskan, belarusiskan och rusinskan. 
År 1933 så eliminerades bokstaven Ґ från det ukrainska alfabetet i samband med en sovjetisk språkreform som var menad att minska skillnaderna mellan de ukrainska och ryska språken. Ґ återvände officiellt år 1990, året innan Sovjetunionens eventuella kollaps.

## Teckenkoder i datorsammanhang
| Teckenkoder        | Versal: Ґ                               | Gemen: ґ                              |
| ------------------ | --------------------------------------- | ------------------------------------- |
| Namn (Unicode)     | CYRILLIC CAPITAL LETTER GHE WITH UPTURN | CYRILLIC SMALL LETTER GHE WITH UPTURN |
| Kodpunkt (Unicode) | U+0490                                  | U+0491                                |
| HTML               | &#1168 eller &#x490;                    | &#1169 eller &#x491;                  |